# Ріеко Кодама
Ріеко Кодама  (яп. 小玉 理恵子 Кодама Ріеко, нар. 23 травня 1963, Канагава, Японія) , також відома як Phoenix Rie, Phenix Rie або Phoenix — японська геймдизайнерка і продюсерка. Працює в компанії Sega з 1984 року, брала участь у створенні серій ігор Phantasy Star і Sonic the Hedgehog.

## Біографія
Ріеко Кодама народилася 23 травня 1963 року в японській префектурі Канагава. Під час навчання в школі захоплювалася історією і архітектурою. Після школи Кодама отримала вищу освіту за спеціальністю дизайн. У 1984 році була прийнята на роботу в компанію Sega. Її першою роботою стала гра Champion Boxing для аркадних автоматів. Надалі Ріеко Кодама взяла участь у створенні персонажів для Alex Kidd in Miracle World. Проєкт був позитивно оцінений критикою і його супроводив комерційний успіх. Головний герой Алекс Кідд став неофіційним талісманом компанії Sega.
Кодама доручили очолити розробку рольової гри Phantasy Star. Вона створила сюжетну лінію і розробила дизайн всіх персонажів. Допомагали їй програміст Юдзі Нака і художник Наото Осима. Пізніше вони разом створили платформер Sonic the Hedgehog, що став бестселером для консолі Mega Drive/Genesis, а персонаж їжак Сонік став талісманом Sega. Кодама також взяла участь у створенні рівнів для Sonic the Hedgehog 2.
Після роботи над Sonic the Hedgehog, Ріеко Кодама знову повертається до розробки рольових ігор. Під її керівництвом були створені такі проєкти, як Skies of Arcadia, продовження до Phantasy Star, і 7th Dragon.

## Ігри, у створенні яких брала участь
| Название                                    | Год  | Платформа                          | Роль                            |
| ------------------------------------------- | ---- | ---------------------------------- | ------------------------------- |
| Champion Boxing                             | 1984 | Аркадний автомат                   | Дизайнерка                      |
| Sega Ninja                                  | 1984 | Аркадний автомат                   | Дизайнерка                      |
| Alex Kidd in Miracle World                  | 1986 | Master System                      | Дизайнерка персонажів           |
| The Black Onyx                              | 1987 | SG-1000                            | Дизайнерка ворогів              |
| Quartet                                     | 1987 | Master System, Аркадний автомат    | Дизайнерка                      |
| Fantasy Zone II: The Tears of Opa-Opa       | 1987 | Master System, Аркадний автомат    | Дизайнерка                      |
| Phantasy Star                               | 1987 | Master System                      | Дизайнерка, авторка сценарію    |
| Miracle Warriors: Seal of the Dark Lord     | 1988 | Master System                      | Дизайнерка злодіїв-драконів     |
| SpellCaster                                 | 1989 | Master System                      | Дизайнерка                      |
| Altered Beast                               | 1989 | Mega Drive/Genesis                 | Дизайнерка                      |
| Alex Kidd in the Enchanted Castle           | 1989 | Mega Drive/Genesis                 | Помічниця керівника, дизайнерка |
| Mystic Defender                             | 1989 | Mega Drive/Genesis                 | Дизайнерка персонажів і ворогів |
| Phantasy Star II                            | 1989 | Mega Drive/Genesis                 | Дизайнерка                      |
| Sorcerian                                   | 1989 | Mega Drive/Genesis                 | Дизайнерка з графіки            |
| Shadow Dancer: The Secret of Shinobi        | 1990 | Mega Drive/Genesis                 | Дизайнерка з графіки            |
| Sonic the Hedgehog                          | 1991 | Mega Drive/Genesis                 | Дизайнерка                      |
| Advanced Daisenryaku                        | 1991 | Mega Drive/Genesis                 | Моделювання                     |
| Riddle Wired                                | 1991 | Mega Drive/Genesis                 |                                 |
| Ayrton Senna's Super Monaco GP II           | 1992 | Mega Drive/Genesis                 | Дизайнерка                      |
| Sonic the Hedgehog 2                        | 1992 | Mega Drive/Genesis                 | Художниця ігрових зон           |
| Phantasy Star IV: The End of the Millennium | 1993 | Mega Drive/Genesis                 | Керівниця, дизайнерка           |
| Magic Knight Rayearth                       | 1995 | Sega Saturn                        | Керівниця                       |
| Phantasy Star Collection                    | 1998 | Sega Saturn                        | Супервайзерка                   |
| Deep Fear                                   | 1998 | Sega Saturn                        | Продюсерка                      |
| Skies of Arcadia                            | 2000 | Dreamcast                          | Продюсерка                      |
| Phantasy Star Collection                    | 2002 | Game Boy Advance                   | Супервайзерка                   |
| Skies of Arcadia Legends                    | 2002 | Nintendo GameCube                  | Продюсерка                      |
| Phantasy Star Generation 1                  | 2003 | PlayStation 2                      | Супервайзерка                   |
| Project Altered Beast                       | 2005 | PlayStation 2                      | Продюсерка                      |
| Phantasy Star Generation 2                  | 2005 | PlayStation 2                      | Супервайзерка                   |
| Mind Quiz                                   | 2006 | Nintendo DS, PSP                   | Продюсерка                      |
| 7th Dragon                                  | 2009 | Nintendo DS                        | Продюсерка                      |
| 7th Dragon 2020                             | 2011 | PSP                                | Продюсерка                      |
| Sonic the Hedgehog CD                       | 2011 | PlayStation 3, Xbox 360, смартфони | Особлива подяка                 |